# Heartless (Кание Уест)
Heartless е песен на американския хип-хоп изпълнител Кание Уест, издадена на 4 ноември 2008 г. цифрово като втори сингъл за четвъртия му студиен албум, 808s & Heartbreak. Песента, забележимо отклонение от предишните му рап песни, включва западното пеене чрез процесор Auto-Tune на бивш любовник за разпадането на една връзка. Песента получи критично признание, като мнозина я наричат връхна точка на своя родителски албум. Той дебютира на място номер четири в Billboard Hot 100, където в крайна сметка достигна най-голямото число и достигна номер едно на Billboard Hot Rap Tracks и САЩ Hot 100 Airplay. Музикалното видео на песента, което използва ротоскопирана анимация, получи похвали от критици, които направиха комплимент на нейния стил на изкуство и отбелязаха иновацията му. Забележителното изкуство на сингъла също е забележително, тъй като е уникално за останалите песни в албума поради това, че няма сърце: всъщност е безсърдечно.